# 3683 Baumann
A 3683 Baumann (ideiglenes jelöléssel 1987 MA) a Naprendszer kisbolygóövében található aszteroida. Landgraf, W. fedezte fel 1987. június 23-án.